# 北山真
北山 真（きたやま まこと、1952年 - ）は、日本のシンガーソングライター、クライマー。日本フリークライミング協会元理事長、元日本山岳協会理事。日本人初の国際山岳連盟公認国際審判員（現在はノンアクティブ）。日本山岳ガイド協会フリークライミングインストラクター協会顧問。日本クライミングジム連盟顧問。日本開拓クライマー協会代表。JMCC代表。

## 略歴
1952年、北海道に生まれる。1歳より栃木県宇都宮市に在住、栃木県立宇都宮東高等学校在学中からシンガーソングライターとして活動を開始する。
プログレッシブ・ロックバンドOUT OF CONTROL（後にSerenadeと改名）のボーカリストとして加入。Serenade解散後、先に脱退していた花本彰のいる新●月に加入する。新●月解散後、インディーズレーベル「SNOWレーベル」を設立し『動物界の智嚢』を発表。その後「ロックを極めるために、言い換えればロックを超えるために」として、音楽活動から身を引きフリークライミングの世界に入る。
1992年よりJFAジャパンツアーを主宰、日本のクライミングコンペの礎を築く。
1998年に音楽活動を再開し、OUT OF CONTROLから新●月時代までの自作曲と新曲を収録した『光るさざなみ』を発表。新●月オリジナルメンバーの津田治彦、鈴木清生、最終期のドラマー小澤亜子（ZELDA）などが参加した。
2005年に再結成した新●月に参加したが、2007年に脱退、翌2008年年に「真○月」を結成。
2011年、クライミングルート開拓全県制覇を達成する。
2015年8月、北山真with真○日（「真〇月」のバンド名は新●月メンバーによって阻止された）名義のアルバム『冷凍睡眠/Cold Sleep』を発売。
2019年11月4日、新●月40周年ライブを川崎クラブチッタで開催する。

## ディスコグラフィー
新月の作品は「新●月#ディスコグラフィ」を参照。
- 『動物界之智嚢』1982年
- 『光るさざなみ』1998年 - 北山真 with 新●月プロジェクト名義
- 『植物界之智嚢』2008年
- 『冷凍睡眠/Cold Sleep』2015年 - 北山真with真○日名義
- 『静かの海』2019年 - 北山真●花本彰名義
- 『鉱物界之智嚢』2019年

### 参加作品
- 文学バンド『文学ノススメ』1983年
- 高津昌之『信号』2009年

## 著書
- 『フリークライミングのススメ スポーツ感覚で楽しめる岩登り』1991年
- 『日本フリークライミングルート集 (ザ・コンパス・シリーズ) 』1995年
- 『フリークライミング (ヤマケイ登山学校) 』1996年
- 『フリークライミング　日本100岩場 (1) - (5)』2000年～
- 『フリークライミング (ヤマケイ・テクニカルブック 登山技術全書) 』2005年 - 杉野保、新井裕己と共著
- 『日本ボルダリングエリア 上、下』2014年～
- 『フリークライミング（ヤマケイ登山学校）』2019年 - 杉野保と共著